# TV Avisen
TV Avisen är Danmarks Radios främsta nyhetsprogram för tv. Programmet började sändas 1965.

## Historik
När television startade i Danmark fanns det ett avtal från 1929 med den danska dagspressen som gav dem monopol på utsändning av elektroniska nyheter och kontroll över Pressens Radioavis. I tv kunde man bara visa dagsgamla nyheter i form av programmet Aktuelt.
Den första TV Avisen sändes den 15 oktober 1965 från Radiohuset under ledning av Eric Danielsen. Året innan hade Pressens Radioavis tagits över av DR och döpts om till Radioavisen.
Från 1978 sänds TV Avisen i färg. 1983 flyttade man från Radiohuset till TV-Byen. Under 1980-talet bröts TV Avisens monopol på tv-nyheter, först av lokal-tv och sedan av TV2 1988. 1998 blev TV Avisen en del av den nya centrala nyhetsredaktion DR Nyheder.

## Sändningar
Kvällens första huvudsändning sker klockan 18.30. Den följs klockan 18.55 av ett temaprogram, för närvarande kallat Dagens Danmark. Tidigare har program som Nyhedsmagasinet och 19Direkte sänds vid denna tid.
Den andra huvudsändningen är klockan 21.30 från måndag till torsdag och klockan 21.00 på fredag. Den följs klockan 21.25 av ett temaprogram som växlar från dag till dag samt Sportnyt i tio minuter klockan 21.50. 
Alla sändningar av TV Avisen ses på DR1, i DR2 heter nyhetsprogrammet Deadline.

## Programledare

### Mandag - fredag kl. 17.50 och 18.30
- Johannes Langkilde
- Klaus Bundgård Povlsen
- Erkan Özden
- Maria Yde

### Mandag - torsdag kl. 21.30 och fredag kl. 21.00
- Nina Munch-Perrin
- Ask Rostrup
- Kåre Quist
- Klaus Bundgård Povlsen

### Lördag - söndag kl. 18.30
- Erkan Özden